# Steven LoBue
Steven LoBue, né le 17 juin 1985 dans le New Jersey, est un plongeur américain.

## Palmarès

### Championnats du monde
- Championnats du monde 2017 à Budapest ( Hongrie) :
  -  Médaille d'or en plongeon de haut vol
- Championnats du monde 2019 à Gwangju ( Corée du Sud) :
  -  Médaille d'argent en plongeon de haut vol